# Hecatera corsica
Hecatera corsica là một loài bướm đêm trong họ Noctuidae.